# Кудринка (Амурская область)
Кудринка — упразднённое село в Бурейском районе Амурской области России. Исключено из учётных данных в 1974 году.

## География
Село располагалось на одноимённой пади впадающей в реку Большие Симичи, на расстоянии примерно 19 километров (по прямой) к северо-востоку от села Родионовка.

## История
Образовано в 1926—1928 годы, в 1929 году на хуторе Кудринский имелось 25 хозяйств и проживало 144 человека. В административном отношении входила в состав Семеновского сельсовета Завитинского района Амурского округа Дальневосточного края.
Решением Амурского исполкома от 7 июня 1974 года № 253, село Кудринка исключено из учётных данных как несуществующее.